# Dendrobium muricatum
Dendrobium muricatum är en orkidéart som beskrevs av Achille Eugène Finet. Dendrobium muricatum ingår i släktet Dendrobium, och familjen orkidéer.
Artens utbredningsområde är Nya Kaledonien. Inga underarter finns listade i Catalogue of Life.